# 四式戰鬥機
日本陸軍四式戰鬥機中島Ki-84「疾風」，盟軍代號『法蘭克(Frank)』，被視為日本帝國陸軍在第二次世界大戰中最優秀的戰鬥機。

## 發展沿革
Ki-84「疾風」的研發最早可追溯至1941年12月29日，中島飛機公司開始著手為帝國陸軍設計剛投入實戰中的二式單座戰鬥機「鍾馗」的衍生型。
陸軍指示新飛機性能為最高時速680公里/小時，裝有20公釐與12.7公厘機炮各兩門，並可兼顧防空、對地攻擊與截擊為概念的多功能戰鬥機，強調高速、強大火力、重防禦和大航程距離。由於陸軍對新飛機項目的指標要求極為苛刻，使得中島公司的設計師們頗為不滿：「簡直當我們是魔法師」。在負責相關開發的小山悌團隊的抗議和協商下降低設計指標，修成時速640km/h。原先設計為Ki-44機體安裝輸出動力2000匹馬力等級的引擎，擴大主翼面積減低降落難度，並增加油箱提升航程。
但是在太平洋戰爭的實戰經驗後，日本陸軍進一步提出更多的性能要求。其中最主要的就是再延長續航力，並裝設防彈裝甲和自封油箱，能在基地250英哩半徑空域內滯空90分鐘，翼荷須達35 lb/ft2。不過增加油箱的結果使得主翼負荷無法維持原本計畫的155公斤/平方公尺，同時為了強化火力和防護，機身重量從2700公斤等級大幅提高到3560公斤級，增加的規格要求使得機身重量直線上升，設計陷入惡性循環的狀況。最後在沒有更換引擎的情況下主翼面積從原始設計的17.4平方公尺增幅到21平方公尺，而機體全備重量標準也超重許多，但Ki-84原型機仍在1943年3月完成，1-3號機試飛結果還算順遂，但是安裝量產型Ha-45發動機的4-7號機開始出現許多的引擎問題，而且直到測試科目結束前都沒有解決。
為了提早獲得可以和盟軍相較的新型戰鬥機，陸軍測試飛行員荒蒔義次少校向上層建議；改變過去原型機只製造10架的規定，增產至100架同時執行測試與相關驗收工作，陸軍接受了這個建議，於是第一批量產型疾風是採取加產原型機進行測試與先導量產機同時生產的方針。
1943年8月，中島接到首批83架預量產型訂單，於1943年8月至1944年3月陸續交付軍方，1944年4月日本陸軍正式命名為四式戰鬥機Ki-84-I甲。量產則交由中島的太田工廠與宇都宮工廠進行生產，不過二種預生產型之間互不相同，機身製程被簡化生產，飛行方向舵和散熱片有作進一步調整。1944年3月至6月42架第二種預生產型也陸續交付日本軍方。。
四式戰的暱稱則是以全國徵名的方式決定，1944年10月，日本陸軍在所澤陸軍機場向相關媒體正式公開四式戰鬥機。這架戰機為陸軍飛行第73戰隊所屬，第一批量產型的後期機體。經過民間集思的結果，最終陸軍部決定取名為「疾風」，並於1945年4月11日發表官方新聞，稱「樹立優異功勳的陸軍最新銳戰鬥機」「有如疾風般朝敵軍侵襲 正是名副其實讚美這架戰鬥機雄姿的名字」（「殊勲を樹てている陸軍最新鋭戦闘機」「疾風のごとく敵に襲いかかわるが戦闘機の雄姿を讃ふにふさわしい名前」），並在媒體上公布經許可的四式戰照片。
「疾風」在陸軍宣傳系統中，成為取代一式戰「隼」的新明星，包括專屬它的主題曲『疾風戦闘機隊の歌』、第254號電影新聞『陸の猛鷲「疾風」戦闘機隊 神州犯す醜翼に挑む我等が決戦機隊』等，很快地該型機為日本國民所知。
當戰局漸漸轉往防衛戰傾向後，將飛機做為攔截機使用而改進設計的一型乙為增強火力，以二門20mm機砲取代機槍，不過此型產量很少。另有以二門30mm Ho-105機砲取代機翼20mm機炮，共計兩門20mm和兩門30mm的試作機一型丙。

## 設計
四式戰的設計技術體系一脈承襲一式戰「隼」與二式戰「鍾馗」，中島公司為了戰時量產考量簡化工序，採用「基孔制」的生產方式，通過統一固定飛機各部螺絲規格的方式提升生產效率，使得生產工時從前兩代戰機的25000工時下降至15000工時左右。
四式戰「疾風」和一式戰「隼」的機翼同樣採用的是「前進翼型」，這也是繼承了前進翼容易失速的特性。尾翼方面則繼承二式戰「鍾馗」的垂直尾翼，同樣採用前兩代戰機的推力式排氣管。機身可分成前後兩部分，這是為了方便將飛機拆成兩部後用卡車運輸。
- 武裝、防禦標準

日本帝國陸軍在飛機上搭載機砲雖遠晚於海軍，但是因為使用較強威力的子彈，因此在彈道特性上遠比海軍穩定；約在1943年底之後，陸軍的戰鬥機基本上都全面改採20公厘航空機砲為主要裝備。在設計初，疾風只搭載了Ho-5機炮；但是在先導量產型及甲型仍在機鼻加裝2挺Ho-103重機槍，但是到乙型仍然將機鼻機槍更換為20機砲。瞄準裝備日本從一式戰二型起日軍使用光網式的百式射擊瞄準器，四式戰時使用該型號的改良型：三式射擊瞄準器。
四式戰設計時，已經採納前線要求的全面防護標準，包括全橡膠外覆之自封油箱、駕駛座前方擋風玻璃為70公釐厚的防彈玻璃、13公釐厚的機背防護鋼板，這些標準使其生存性等同於西方戰鬥機標準，盟軍與其交戰時也變得非常棘手。

## 運作

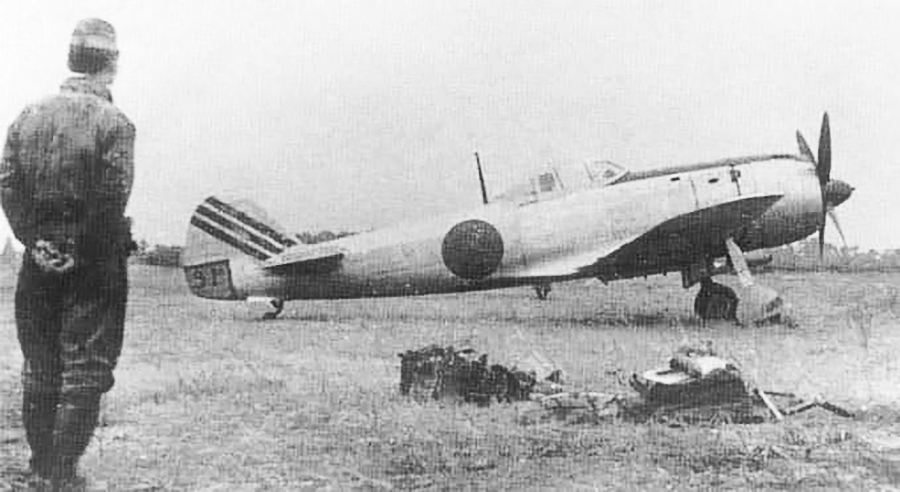
日本在1944年公布的第一張疾風照片，為無迷彩的亮鋁色塗裝

第一支配備疾風的日本陸航部隊是1944年3月1日由「疾風」的試驗中隊改組之飛行第22戰隊，部隊在其垂直尾翼上塗上菊水標誌，使用機體為品質較好的先期預量產型四式戰，配屬飛官也屬陸軍的一時之選，戰隊長為諾門罕事件時的王牌飛行員岩橋譲三少校。原本該部隊預定將部署於菲律賓，但在5月底，中國派遣軍提出需要為即將於中國境內發動的一號作戰提供充裕航空戰力的要求，第五航空軍參謀長橋本秀信向參謀本部次長後宮淳要求為他的屬下補充最好的裝備，包括四式戰疾風、四式重爆飛龍、地面對空雷達等。不然他們無法在總規模對比達1:3的中國戰場獲得優勢。尤其在1944年上半年，中國戰線的聯合軍已經大量裝備強化了空戰性能的P-40N，而稍後也出現了兼具高空性能與機動性優勢的P-51B/C型機，無論就品質上日軍都已經無法有效抗衡。
在前線要求下，參謀本部決定將原本運用二式單戰·鍾馗為主的飛行第85戰隊換裝四式戰，在7月先派遣4位飛行員赴漢口實施換裝教育訓練，85戰隊在廣東接收了4架四式戰；在1944年8月時，該戰隊的可稼動機型中已經有22架二式單戰與3架四式戰，9月份又在漢口接收了9架四式戰。日軍高層則同意飛行22戰隊在中國戰場短期派駐1個月，同年8月，22戰隊派往中國戰區納入第五航空軍轄下駐紮漢口，配備之四式戰有28架。1944年8月28日，22戰隊與使用一式戰的25戰隊、48戰隊偕同迎戰美國第14航空隊P-40部隊，該天空戰日軍損失1架四式戰、2架一式戰，擊墜同盟國P-40戰機1架。8月29日，22戰隊13架四式戰搭配飛行第25戰隊16架一式戰攔截由B-24・P-40・P-51等機型混編之攻擊部隊，該日以損失1架四式戰、1架一式戰的代價擊墜3架P-40。8月30日，10架22戰隊所屬四式戰在歸義縣上空和第14航空隊第23戰鬥機聯隊所屬6架P-51交戰，該次空戰在毫無損失的狀況下由古郡吾郎准尉擊落美軍第76戰鬥機中隊所屬之P-51B，為第一樁由四式戰締造可考證之空戰勝利。
1944年9月9日，飛行第22戰隊3架四式戰在老河口機場摧毀一架隸屬第58轟炸機聯隊之B-29轟炸機，該架轟炸機是在執行轟炸時迫降在該地待修。9月21日，22戰隊戰隊長岩橋譲三率隊攻擊西安機場，岩橋少校在擊落一架正在起飛中的美軍P-47戰機之後隨即遭地面防炮命中，墜機戰死。
22戰隊在1944年8月至9月間持續了近2個月戰鬥，22戰隊隊史宣稱在兩個月內取得擊墜10架、擊傷30架、自身損失6架的戰果，目前可考則有2架P-51、2架P-40、1架B-25、1架B-29，另有7架偕同其它戰隊一同擊墜之P-40戰機；同年9月底22戰隊將剩餘9架狀態為「甲」之疾風移交給中國戰場的友軍部隊，飛行第85戰隊領到6架、飛行第25戰隊領到3架，22戰隊人員在9月26日返國，準備移防菲律賓。85戰隊接機後，其王牌飛行員「紅鼻皇牌」若松幸禧少校在他駕駛的四式戰機鼻繼續漆上專屬其標誌的全紅色塗裝，並在1944年10月後繼續維持出色的空戰勝利，10月4日，85戰隊派遣4架疾風、4架鍾馗在梧州附近空域為船團護衛，擊退前來襲擾美軍的第76戰鬥機中隊，並擊墜了4架P-51B/C，顯示日軍仍能一定程度抗衡當時的野馬，也有效維持日軍戰機部隊的士氣。但85戰隊的四式戰稍後就在同年12月的漢口大空襲期間再度遭遇野馬並蒙受慘痛損失，戰隊的王牌飛行員也因此戰死。
繼中國戰區之後，1944年10月下旬發動的台灣空戰，駐紮台灣各處基地的疾風也開始參與防空任務。飛行第11戰隊曾如此評價四式戰：「姑且不論試作型的表現，強行量產化的四式戰性能低下，別說和P-51較量，連對上F6F都完全無法抗衡」。這是由於初期量產型疾風的引擎，因冶金技術不佳而產生諸多技術問題，因而被限制出力而限縮性能，加上美國海軍以大規模優勢數量機隊展開連續消耗戰，11飛行戰隊從戰隊長到中隊長等主要飛行員在該役死傷慘重。但飛行王牌穴吹智在擔負四式戰飛送任務時，還是在臺灣至菲律賓這條航線上多次和美軍海航戰機交戰，至少締造了6回空戰勝利，並擊落至少4架F6F
但隨後改良獨立式推力排氣管與解放引擎運轉限制、並將諸多改良回饋至仍在前線作戰的第一批初期量產型，疾風量產機逐漸恢復該有的性能。在菲律賓戰役及沖繩戰役中『疾風』開始大規模參戰，但初期面對高空戰機仍然表現不佳，雷伊泰島戰役佈署在島上的第二飛行師團已經佈署了2個戰隊的疾風戰機（飛行第52戰隊、飛行第200戰隊），但仍紀載「要對四式戰賦予高度信賴是很困擾的情況」（四式戦に大いなる信頼を置き居たるに困った事なり）。但是進入盟軍兩棲登陸階段後，P-38因負責掩護登陸艦隊，因此被迫和四式戰在較低空層交手，四式戰的性能即有效發揮並能抗衡美國陸航的P-38部隊。且在11月1日日本船團增援的任務中由52、200戰隊的四式戰配合飛行第33戰隊、飛行第26戰隊、飛行第20戰隊的一式戰，在對抗美軍P-38襲擾時仍維持了制空權，使當天第一師團登陸增援未蒙受損失，同時也短暫的保障了萊特灣的空優。
包括飛行第101戰隊、飛行第102戰隊、飛行第103戰隊、200戰隊和日本戰敗末期組建的飛行第111戰隊皆使用『疾風』執行遠距離滲透突擊、制空、對地支援、攔截、俯衝轟炸等任務，在菲律賓空戰末期，日軍曾蒐整尚可使用的疾風掛載2枚250公斤炸彈組成特攻自殺部隊，在1945年1月8日擊傷基昆灣號護航航空母艦，1月13日擊傷薩拉毛亞號護航航空母艦。

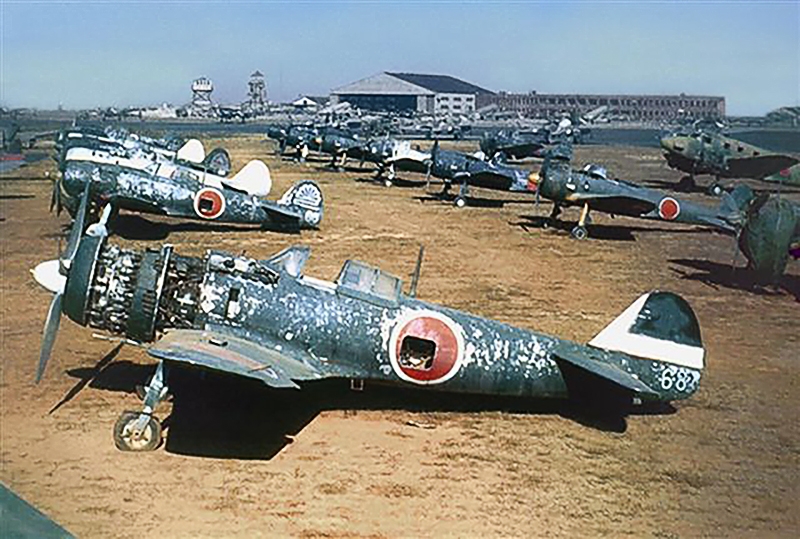
飛行第85戰隊的四式戰鬥機，攝於日本戰敗後，拍攝地點不明

日方匯集第22戰隊和第85戰隊等單位在1944年3月至9月間於中國大陸戰線使用四式戰疾風的評價： 
對P-40
彼此的迴旋性能幾乎同等。四式戰在爬升性能以及各高度的水平最高速度上都明顯勝過對手。 但初始加速上P-40要稍微快些。
對P-51
迴旋性能上 P-51稍佔上風，但四式戰在初始俯衝加速、爬升性能上佔有優勢。 水平最大速度上兩者旗鼓相當。
對P-47
迴旋性能上四式戰明顯佔優，在低空的各種速度性能上四式戰也強過對手。 　
對轟炸機(B-25)
捕捉與佔位相當容易，且四式戰的火力常常能在一次連射中就令其著火。 即使對方編隊上空有護航機，四式戰仍有能力進行至少一次的攻擊。只要隨時留意交戰速度，危急時全速脫離迴避即可。 因為初始俯衝加速性能好，若對方無意窮追到底，四式戰甚至能輕易甩脫P-47和P-51的追擊。　

由於馬力負荷較低和發動機輸出反應快，在中低速階段疾風擁有相當強的加速性，故實戰中的疾風在中低空常飛得比同等馬力級數但更巨大沉重的F6F和P-47更快，和較早型號的F4U相比也有運動性上的優勢。利用彼此發動機輸出曲線的差異，在某一小段限定高度下，全速飛行的疾風甚至能擺脫P-51的追擊。
除了前線作戰單位，戰爭後期裝備「疾風」的飛行第47戰隊、飛行第73戰隊、飛行第112戰隊、飛行第246戰隊也承擔東京地區的空防任務。
雖然疾風被日本陸軍視為大東亞決戰機，並將其生產列入優先順位，但表現不如軍方預期。原因除了適格駕駛員的缺乏以外，引擎工狀不良問題始終困擾此機。
由於日本缺乏高精度工業機具，高出力引擎的製造極度仰賴高水準的熟練技工進行長時間組裝調整，當這些技工都被調往前線時而引擎卻被開始要求高速量產時，引擎的良率立刻出問題；製造工藝不佳，加上生產不足的問題，以及部隊長期只能使用辛烷值91、甚至是87的航空汽油，直接導致各地裝備疾風部隊的妥善率欠佳，出勤率與戰果也無法進一步提高，參加菲律賓戰役的疾風飛行員更留下諸多疾風因為發動機問題而迫降與損失的證言，對戰爭後期物資短缺、受創嚴重的日本而言 實在難以維持其處在最佳工作狀態；但飛行第47戰隊的整備指揮班長刈谷正意上尉與所屬維護人員，對戰隊的疾風機隊進行嚴格的飛行時間控管、火星塞的及時替換與定期飛機拆解大修工程，這些極度消耗人工的徹底維護手段確保了機隊出勤率，因此47戰隊的平均出勤率達到了87%，甚至曾一度達到100%。
但刈谷在他的回憶錄也講，受限於汽油品質，引擎有無發揮全面性能他自己也沒辦法保證。
除了對機械進行拆卸養護，另外妥善率較高的野戰部隊還有駐紮滿州的飛行第104戰隊，它們則是從倉庫中翻出戰前向美國採購的過期潤滑油重新煉製的再生潤滑油給疾風機隊運用，該部隊的妥善及出勤率也長期維持在8成以上。但是除了極其少數的部隊與航空廠專門修理的疾風可以締造8成妥善率外，即使是日本本土單位大部分航空戰隊的野戰修能只能讓疾風維持4成的妥善率，糟糕一些的只有2成，甚至0%。陸軍曾在1945年5月20日統計航空總軍與第二航空軍的戰備狀態，這兩支主力部隊當時配賦了555架疾風，但維持「狀態甲」（完成整備，可以升空戰鬥）的機數為235架，稼動率42%，也符合大部分回憶的論述。
受限於當時日本的技術瓶頸，疾風的增壓器仍然為傳統的一級二速機械增壓，雖已將最佳工作點調校得較以往的機種高，以利於進行對後期盟軍機隊的攔截作業，但最高速度仍僅在5000～6000m高度，頂多能勝任對F6F、F4U等美國海軍系戰鬥機的迎擊任務，對於攔截美國陸航B-29來自三萬呎以上高度的高空進攻、或應付P-51、P-47的高速俯衝掠襲時，仍顯力有未逮。不過在後期美方李梅將軍改變戰略、改讓B-29從低高度進攻後，疾風在攔截任務上的評價大為提高。

## 生產與相關改良型
Ki（キ）-84
原型機、先導量產機等型號
四式戰鬥機一型甲（キ84-I 甲）
最初期量產型四式戰。武裝為對戰鬥機設計，裝備2門12.7公厘Ho-103重機槍（裝於機首，攜帶彈藥350發）與2門20公釐Ho-5機炮（裝於機翼，攜帶彈藥150發）
四式戰鬥機一型乙（キ84-I 乙）
對轟炸機用武裝強化型四式戰，武裝更換為4門20公釐Ho-5機炮，生產編號自3001起，生產數不明
Ki-84-I 丙
試作機，機翼武裝更換為30公釐Ho-155機炮
Ki-84-I 丁
由四式戰乙型後座增設一門20公釐傾斜式機砲作為夜間戰鬥機使用，僅試製改造1架
Ki-84II
將疾風機體部份木製化的簡化版，僅在計劃階段並未實作
Ki-84III
搭載廢氣渦輪增壓器引擎的高高度攔截機版本，僅在計劃階段並未實作
Ki-84IV
搭載裝備2段3速機械增壓器強化高空性能的Ha-45-44型引擎版本，僅在計劃階段並未實作
Ki-84SA（キ84サ号）
將Ha-45引擎的水喷射注入系統改裝為氧氣注入系统，希望藉此改善高高度飛行性能；理論上這套系統可以讓疾風在9000公尺高度時的時速增加50公里，但是改裝工程尚未完成 戰爭就已經結束。
Ki-106
1944年隨著戰況惡化日本國內的鋁材逐漸不足，因此由立川飛機、吳羽飛機、王子航空（由製紙廠轉型的軍需產業）合作製造一款木製的疾風，在戰爭結束前總共製造了10架。這款木製疾風由於材料變更的因素機體為了維持強度因此修改設計，飛機重心也跟著改變，為此機首延長,並取消了蝶型襟翼。因飛機空重比鋁製版增加17%，在速度以及相關性能上無法與原版相比；雪上加霜的是肇因於黏著劑效果不佳，在地面滑行時主翼下方外板發生剝落的現象。強度不足加上構造不利量產，因此計畫取消。製造出來的機體在日軍投降後有一架送往美國調查。 結局不明
Ki-113
因為戰爭末期日本國內的鋁材漸顯短缺，而由中島本社進行的鋼製化疾風案，在戰爭結束前飛機仍處在尚未安裝引擎的半成品階段。
不過以日本後期國內鋼材同樣缺乏、且鋼製結構較重使得機體空重暴增而導致的性能下降… 等諸多問題，可以說是尚未誕生就已經能預見其失敗的改造案
Ki-116
滿州飛機公司開發的訓練用疾風試制案。將引擎變更為來源不虞的Ha-112II 型，螺旋槳變更為定速三翅型，並延長機體20公分調整重心的改良版。
由於引擎與其他結構簡化因此空重大幅下降1000公斤使飛機的操縱性能良好，八月風暴時期為防止蘇聯擄獲 因此開發單位自行處理掉試作機以及設計圖。
Ki-117
換裝出力2400hp的ハ四四-一三型引擎，並增加主翼面積1.5m²以作為高高度攔截機的改良型，不過在設計階段戰爭即告結束。亦有部分資料稱其為Ki-84N 。

## 流行文化

### 電子遊戲
- 《戰爭雷霆》
- 《應徵入伍》

## 使用國家
- 日本（生產國）
- 中華民國：中日戰爭勝利後，中華民國空軍接收日軍的疾風，編入第6大隊18和19中隊，1946年退役。